# Шинежинст
Шинежинст (монг. Шинэжинст) — сомон в Баянхонгорському аймаці Монголії. Територія 16 500 км², населення 2,5 тис. чол.. Центр — селище Залаа розташовано на відстані 880 км від Улан-Батору, 250 км від Баянхонгора. Школа, лікарня, сфера обслуговування.

## Клімат
Клімат різкоконтинентальний. Середня температура січня -10-19 градусів, липня +19+25 градусів. У середньому протягом року випадає 50 мм опадів, у горах 300 мм опадів

## Рельєф
Гори Жинст (2557 м), Залаа, Руушийн Хурен (2306 м), Цагаанхаалга, Сегс Цагаан-богд (2480 м), Онгон-Улаан (1234 м). У центральній, південній та північній частині рівнини та долини Гобі. Річки Ех, Зулганай, Зуунмод, Зараа, Улзий булаг, озера Улаан, Цоож, Гашуун.

## Корисні копалини
Золото, залізна руда, мідна руда, хімічна та будівельна сировина.

## Тваринний світ
Водяться лисиці, вовки, манули, козулі, аргалі, дикі кози, зайці, бабаки.